# Alexander Dyce
Alexander Dyce, född 30 juni 1798 i Edinburgh, död 15 maj 1869, var en skotsk litteraturhistoriker, kusin till William Dyce.
Alexander Dyce utgav Peele, Webster, Greene, Shirley, Middleton, Beaumont och Fletcher, Marlowe (1850, ny upplaga 1861), Shakespeare (1853-57, ny upplaga 1864-67) med flera engelska författare. Han färdigställde även William Giffords ofullbordade utgåva av Shirleys skrifter. Tillsammans med bland andra Halliwell-Phillips, Collier och Wright grundade han Percy Society för utgivning av äldre engelsk poesi.